# Xerocoprinus arenarius
Xerocoprinus arenarius är en svampart som först beskrevs av Narcisse Theophile Patouillard, och fick sitt nu gällande namn av René Charles Maire 1907. Xerocoprinus arenarius ingår i släktet Xerocoprinus och familjen Agaricaceae.   Inga underarter finns listade i Catalogue of Life.